# Horjany

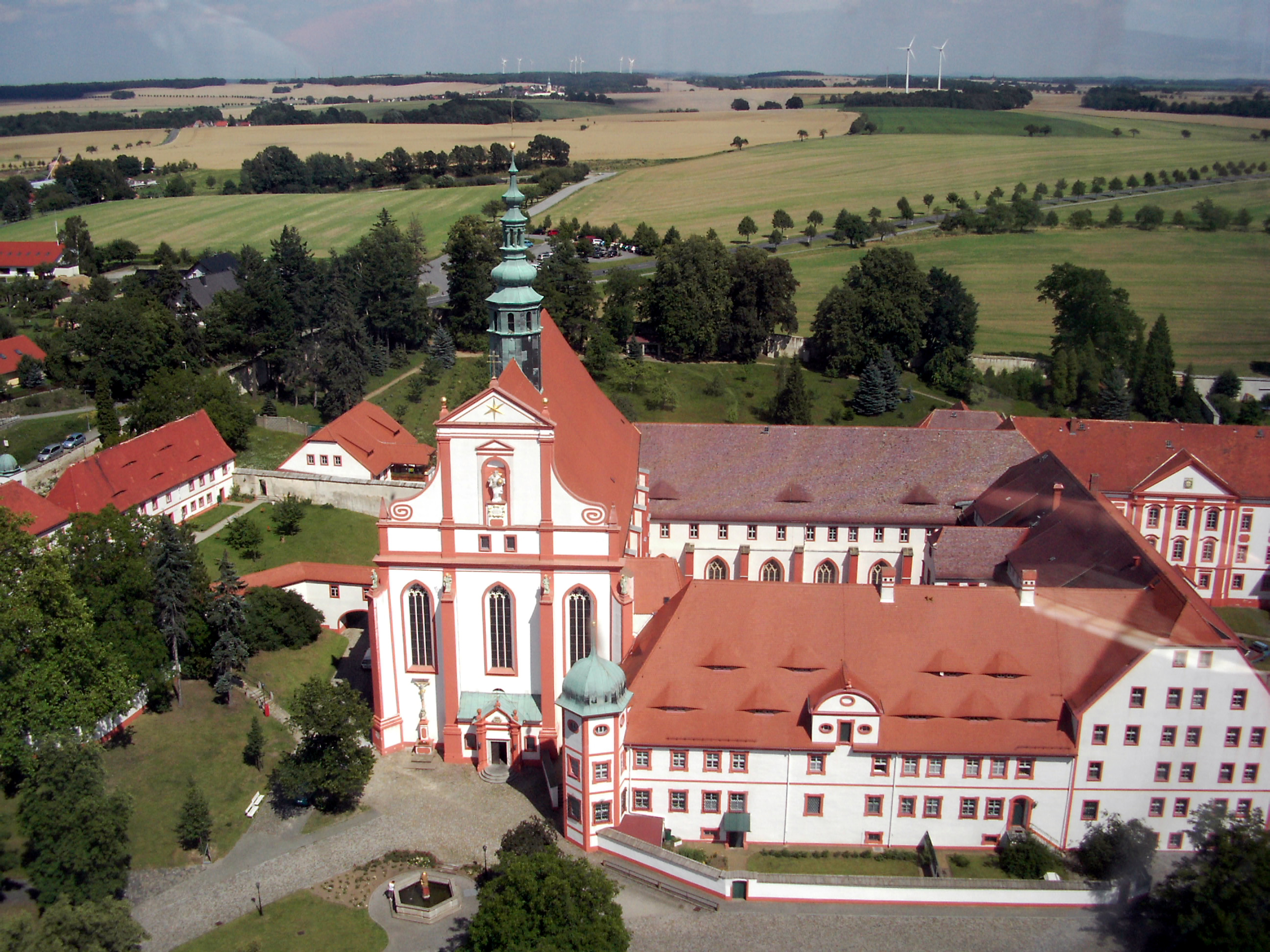
Kloster St. Marienstern mit Blick Richtung Crostwitz

Horjany (sorbisch für „Oberland“) ist die gebräuchliche Bezeichnung für den höher gelegenen, kleineren Teil der ehemaligen Klosterpflege von St. Marienstern in Panschwitz-Kuckau. Das Gebiet befindet sich im Zentrum des Landkreises Bautzen am Mittellauf des Klosterwassers in der Oberlausitz. Naturräumlich gehört es zum Oberlausitzer Gefilde. Es erstreckt sich zwischen den Orten Crostwitz (Chrósćicy) im Osten, Ostro (Wotrow) im Süden und Nebelschütz (Njebjelčicy) im Westen und zählt zum heutigen sorbischen Kernsprachgebiet. Im Zentrum befindet sich Panschwitz mit dem Kloster.
Im Gegensatz zum Delany (Niederland) um Ralbitz und Wittichenau hat das Oberland lößhaltigere, ertragreichere Böden und einen kleineren Anteil an Waldflächen. Das machte es in der Vergangenheit zum wohlhabenderen Teil der Klosterpflege. Zudem ist die Landschaft hügeliger.
Weitere Orte im Oberland sind Miltitz und Höflein. Alle genannten Orte unterlagen zwischen dem 16. und 19. Jahrhundert über lange Zeit der Grundherrschaft des Klosters Marienstern und sind daher noch heute katholisch geprägt. 2022 lag der Anteil der katholischen Bevölkerung im gesamten Verwaltungsverband Am Klosterwasser, zu dem sowohl Orte des Horjany als auch des Delany gehören, bei 83,5 % (evangelisch 4,5 %).
Nach dem Horjany benannte sich auch eine bekannte sorbische Blaskapelle.